# Осаму Маеда
Осаму Маеда (јап. 前田 治; 5. септембар 1965) бивши је јапански фудбалер.

## Каријера
Током каријере је играо за Јокохама Флугелси.

## Репрезентација
За репрезентацију Јапана дебитовао је 1988. године. За тај тим је одиграо 14 утакмица и постигао 6 голова.

## Статистика
| Јапан  | Јапан   | Јапан  |
| Година | Наступи | Голови |
| ------ | ------- | ------ |
| 1988.  | 5       | 1      |
| 1989.  | 9       | 5      |
| Укупно | 14      | 6      |